# José Saturnino Cardozo
José Saturnino Cardozo Otazú (Nueva Italia, Paraguay, 19 de marzo de 1971) es un exfutbolista y actual director técnico paraguayo que se desempeñaba como delantero. Actualmente dirige al Municipal Liberia de la Primera División de Costa Rica. 
En su país jugó para el Unión Pacífico de su ciudad natal, Nueva Italia, para el River Plate, de Asunción, y finalmente para el Olimpia. Estuvo un tiempo en la liga suiza con el St. Gallen y en la liga chilena con la Universidad Católica.
Con el club que se le ha identificado más es con el Deportivo Toluca, de la Primera División de México, con el que jugó desde la temporada 1994-1995 hasta el 2005, ganando con el mismo cuatro ligas e igual número de títulos de goleo. Allí convirtió 249 goles, lo que lo hace el máximo goleador en la historia de la institución y en un jugador histórico para el fútbol mexicano, tras imponer un récord en torneos cortos con 29 anotaciones.
Es, también, el máximo goleador paraguayo, con un total de 415 goles.
En la temporada 2002-03, fue reconocido como el máximo goleador mundial de primera división, según la IFFHS. Hizo 58 goles entre el Apertura 2002 y Clausura 2003 jugando para el Deportivo Toluca.
Su último club como futbolista fue el Club Atlético San Lorenzo de Almagro, de la Primera División de Argentina, con el que terminó su contrato en 2006.

## Trayectoria

### Como jugador

#### Inicios
Inició su carrera futbolística con el Unión Pacífico de la ciudad de Nueva Italia que competía en un torneo regional; luego pasó por el Club River Plate de Asunción, que en ese entonces disputaba en la Tercera División de Paraguay. Finalmente, fichó por el Club Olimpia, en donde tuvo la oportunidad para debutar en la Primera División de Paraguay.

#### Salto internacional
Recaló a Suiza para continuar como profesional en el club St. Gallen de la Superliga de Suiza. Posteriormente, vuelve a Latinoamérica para estacionarse en Chile y unirse al Club Deportivo Universidad Católica de la Primera División de Chile, club en el que obtuvo la Liguilla Pre-Libertadores de 1992 y ya en la Copa Libertadores, logró el subcampeonato con dicho club en el año 1993.

#### Toluca
En 1994, vuela a México para unirse al Club Deportivo Toluca, donde sufrió una lesión al poco tiempo de su llegada. No obstante, la directiva del Toluca le tuvo paciencia y esa paciencia tuvo sus frutos: fue campeón 4 veces con dicho equipo y máximo goleador de todos los tiempos con 249 anotaciones.
En la actualidad, posee el récord de más goles anotados en un torneo corto (29 en total). Jugó durante 10 años en el Toluca y se convirtió en el máximo ídolo de la institución escarlata.
Varios aficionados y conocedores lo consideran un jugador fuera de serie. Ante la FIFA es considerado el duodécimo mejor jugador de todos los tiempos del fútbol mexicano.[cita requerida]

#### Cruz Azul
También jugó como refuerzo del Cruz Azul en la Copa Libertadores 2001 logrando el subcampeonato.

#### Últimos años y retirada deportiva
En julio de 2005, fue contratado por el Club Atlético San Lorenzo de Almagro de Argentina, en donde marcó 5 goles en los 10 meses que estuvo en el club azulgrana.
A mediados del 2006, iba a formar parte de la plantilla del equipo uruguayo, Club Atlético Peñarol, pero por diversos factores esto no se concretó. En noviembre de ese año, José Saturnino Cardozo decide retirarse del fútbol profesional a la edad de 35 años y más tarde fue contratado por el Club Olimpia de Paraguay como director técnico.

### Como entrenador
En enero de 2008, todo indicaba que José Cardozo regresaría a las canchas para jugar en la Major League Soccer (MLS) con el club Chivas USA, pero tras ser evaluado por el equipo, se decidió que no sería contratado.
Finalmente, en junio de 2008, el Deportivo Toluca le realizó un merecido partido de homenaje en el cual se reunieron exjugadores del club que jugaron a su lado en sus épocas gloriosas con los Diablos. Durante este encuentro, Cardozo demostró aún una gran condición física y su acostumbrada capacidad goleadora anotando 2 goles.
En el Torneo Apertura de México de 2009 fue invitado por el club de fútbol Indios de Ciudad Juárez para ser auxiliar del director técnico José Treviño. Sin embargo, rechazó la invitación argumentando problemas personales.

#### Club Olimpia
En noviembre de 2009, "Pepe" fue nuevamente designado para dirigir al Club Olimpia, esta vez en reemplazo de su compatriota Carlos Kiese, quien renunció de forma imprevista cuando restaban apenas cuatro jornadas para la culminación del campeonato local.

#### Querétaro F. C.
En agosto de 2011, fue contratado como entrenador de los Gallos Blancos del Querétaro F. C. en México, sustituyendo a Gustavo Matosas en la jornada 6. De la mano de Cardozo, el Querétaro F. C. entró a la Liguilla y eliminó a las Chivas de Guadalajara en cuartos de final. Sin embargo, se despidieron del torneo en la semifinal a manos de quien sería el campeón, Tigres de la UANL. Curiosamente, en la jornada 16 del Torneo Apertura de 2011 regresó a su antigua casa, el Estadio Nemesio Diez, pero como entrenador del equipo rival, ganándole por la mínima diferencia al Toluca. De igual manera, la afición escarlata demostró un gran afecto hacia su persona.

#### Toluca
El 8 de mayo de 2013, luego de un mal torneo del Deportivo Toluca, el "Príncipe Guaraní" fue contratado como director técnico de los Diablos. En su presentación cientos de aficionados demostraron a "Pepe" el gran cariño y apoyo que tiene de parte de la afición. Cardozo prometió un equipo agresivo, al igual que en sus tiempos vistiendo la playera escarlata. Cabe mencionar, que en su regreso al Deportivo Toluca, dirigió a algunos de sus excompañeros en la cancha, como lo son: Sinha, Edgar Dueñas, Miguel Almazán, Paulo da Silva y César Lozano. A mediados del 2016, luego de tres años, fue cesado del club tras no obtener ningún título durante ese periodo de tiempo y ser eliminado de la Copa Libertadores 2016 ante el São Paulo.

#### Jaguares
Tras su salida del Deportivo Toluca, en junio del 2016, fue contratado para dirigir a los Jaguares de Chiapas, el cual se convertiría en su tercer equipo en el balompié mexicano como director técnico. No obstante, tan sólo después de ocho jornadas en las que sumó una victoria, dos empates y seis derrotas, el equipo decidió rescindir de él. Sin embargo, a petición de los jugadores, la directiva optó por otorgarle otra oportunidad, pero en su siguiente encuentro volvió a caer por un marcador de 3 a 0 contra el Cruz Azul, provocando que "Pepe" optara por renunciar.

#### Puebla
A fines de enero de 2017, fue contratado por el Club Puebla de la Primera División de México.

#### Chivas de Guadalajara
En 2018, tras la salida del argentino Matías Almeyda como DT, llega al Chivas de Guadalajara.

#### CSD Municipal
En 2021, es presentado como nuevo entrenador de CSD Municipal en la Ciudad de Guatemala, tras la destitución del DT Sebastián Bini. Con el club guatemalteco logró un subcampeonato.

## Selección nacional

### Como jugador
Pepe Cardozo ha sido internacional con la selección de fútbol de Paraguay y vistió por primera vez la albirroja el 14 de junio de 1991 en el partido disputado en el Estadio Ramón Tahuichi Aguilera de la ciudad de Santa Cruz contra la selección de Bolivia por la Copa Paz del Chaco con victoria paraguaya por 1 a 0. Hasta el 2006, jugó 82 partidos con la selección paraguaya de fútbol, marcando un total de 25 goles.
Jugando para la selección de Paraguay, obtuvo la medalla de plata en los Juegos Olímpicos de Atenas 2004. Además conservó por mucho tiempo el honor de ser el máximo goleador de todos los tiempos de la selección de Paraguay con 25 goles hasta que fue superado por Roque Santa Cruz.

#### Goles en la selección
| Goles con la selección de Paraguay | Goles con la selección de Paraguay | Goles con la selección de Paraguay | Goles con la selección de Paraguay | Goles con la selección de Paraguay | Goles con la selección de Paraguay | Goles con la selección de Paraguay | Goles con la selección de Paraguay | Goles con la selección de Paraguay |
| Resultados                         | Resultados                         | Resultados                         | Resultados                         | Lugar                              | Estadio                            | Fecha                              | Tipo                               | Goles                              |
| ---------------------------------- | ---------------------------------- | ---------------------------------- | ---------------------------------- | ---------------------------------- | ---------------------------------- | ---------------------------------- | ---------------------------------- | ---------------------------------- |
| Paraguay                           | 1                                  | 4                                  | Argentina                          | Concepción                         | Estadio Municipal de Concepción    | 12 de julio de 1991                | Copa América 1991                  | Anotado                            |
| Paraguay                           | 3                                  | 2                                  | Nueva Zelanda                      | Santiago de Chile                  | Estadio Nacional de Santiago       | 22 de junio de 1995                | Amistoso Copa Centenario           | Anotado                            |
| Paraguay                           | 2                                  | 1                                  | México                             | Maldonado                          | Estadio Domingo Burgueño Miguel    | 6 de julio de 1995                 | Copa América 1995                  | Anotado                            |
| Paraguay                           | 3                                  | 2                                  | Venezuela                          | Maldonado                          | Estadio Domingo Burgueño Miguel    | 12 de julio de 1995                | Copa América 1995                  | Anotado                            |
| Paraguay                           | 2                                  | 0                                  | Bolivia                            | Asunción                           | Estadio General Pablo Rojas        | 25 de julio de 1996                | Amistoso                           | Anotado                            |
| Paraguay                           | 3                                  | 1                                  | Uruguay                            | Asunción                           | Estadio Defensores del Chaco       | 30 de abril de 1997                | Eliminatorias Sudamericanas 1998   | Anotado                            |
| Paraguay                           | 2                                  | 3                                  | Rumania                            | Bucarest                           | Stadionul Ghencea                  | 3 de junio de 1998                 | Amistoso                           | Anotado                            |
| Paraguay                           | 3                                  | 1                                  | Nigeria                            | Toulouse                           | Stade de Toulouse                  | 24 de junio de 1998                | Copa del Mundo 1998                | Anotado                            |
| Paraguay                           | 1                                  | 3                                  | Chile                              | Santiago de Chile                  | Estadio Nacional de Santiago       | 29 de junio de 2000                | Eliminatorias Sudamericanas 2002   | Anotado                            |
| Paraguay                           | 3                                  | 0                                  | Venezuela                          | Asunción                           | Estadio Defensores del Chaco       | 2 de septiembre de 2000            | Eliminatorias Sudamericanas 2002   | Anotado                            |
| Paraguay                           | 5                                  | 1                                  | Perú                               | Asunción                           | Estadio Defensores del Chaco       | 15 de noviembre de 2000            | Eliminatorias Sudamericanas 2002   | Anotado                            |
| Paraguay                           | 1                                  | 2                                  | Ecuador                            | Quito                              | Estadio Olímpico Atahualpa         | 24 de abril de 2001                | Eliminatorias Sudamericanas 2002   | Anotado                            |
| Paraguay                           | 5                                  | 1                                  | Bolivia                            | Asunción                           | Estadio Defensores del Chaco       | 5 de septiembre de 2001            | Eliminatorias Sudamericanas 2002   | Anotado · Anotado                  |
| Paraguay                           | 2                                  | 2                                  | Bolivia                            | Ciudad del Este                    | Estadio Antonio Oddone Sarubbi     | 13 de febrero de 2002              | Amistoso                           | Anotado                            |
| Paraguay                           | 1                                  | 1                                  | México                             | San Diego                          | Estadio Qualcomm                   | 26 de marzo de 2003                | Amistoso                           | Anotado                            |
| Paraguay                           | 4                                  | 1                                  | Uruguay                            | Asunción                           | Estadio Defensores del Chaco       | 10 de septiembre de 2003           | Eliminatorias Sudamericanas 2006   | Anotado · Anotado · Anotado        |
| Paraguay                           | 2                                  | 1                                  | Ecuador                            | Asunción                           | Estadio Defensores del Chaco       | 15 de noviembre de 2003            | Eliminatorias Sudamericanas 2006   | Anotado                            |
| Paraguay                           | 1                                  | 2                                  | Bolivia                            | La Paz                             | Estadio Hernando Siles             | 1 de junio de 2004                 | Eliminatorias Sudamericanas 2006   | Anotado                            |
| Paraguay                           | 1                                  | 1                                  | Corea del Sur                      | Los Ángeles                        | Los Angeles Memorial Coliseum      | 19 de enero de 2005                | Amistoso                           | Anotado                            |
| Paraguay                           | 2                                  | 5                                  | Ecuador                            | Quito                              | Estadio Olímpico Atahualpa         | 27 de marzo de 2005                | Eliminatorias Sudamericanas 2006   | Anotado                            |
| Paraguay                           | 2                                  | 1                                  | Chile                              | Asunción                           | Estadio Defensores del Chaco       | 30 de marzo de 2005                | Eliminatorias Sudamericanas 2006   | Anotado                            |
| Paraguay                           | 1                                  | 1                                  | Dinamarca                          | Aarhus                             | NRGi Park                          | 27 de mayo de 2006                 | Amistoso                           | Anotado                            |
| Total                              | Total                              | Total                              | Total                              | Total                              | Total                              | Total                              | Goles                              | 25                                 |

 Participaciones en Copas del Mundo 
| Mundial                        | Sede                | Resultado        | Partidos | Goles |
| ------------------------------ | ------------------- | ---------------- | -------- | ----- |
| Copa Mundial de Fútbol de 1998 | Francia             | Octavos de final | 3        | 1     |
| Copa Mundial de Fútbol de 2002 | Corea del Sur Japón | Octavos de final | 3        | 0     |

 Participaciones en Juegos Olímpicos  
| Torneo                          | Sede   | Resultado | Partidos | Goles |
| ------------------------------- | ------ | --------- | -------- | ----- |
| Juegos Olímpicos de Atenas 2004 | Grecia | Plata     | 6        | 5     |

## Clubes

### Estadísticas como jugador
| Club                       | Div           | Temporada     | Liga  | Liga  | Copas nacionales(1) | Copas nacionales(1) | Torneos internacionales(2) | Torneos internacionales(2) | Total | Total |       |
| Club                       | Div           | Temporada     | Part. | Goles | Part.               | Goles               | Part.                      | Goles                      | Part. | Goles | EFECT |
| -------------------------- | ------------- | ------------- | ----- | ----- | ------------------- | ------------------- | -------------------------- | -------------------------- | ----- | ----- | ----- |
| River Plate Paraguay       | 1.ª           | 1989 1990     | 9 17  | 1 9   | -                   | -                   | -                          | -                          | 26    | 10    | 0.38  |
| River Plate Paraguay       | Total club    | Total club    | 26    | 10    |                     |                     |                            |                            | 26    | 10    | 0.38  |
| St. Gallen Suiza           |               |               |       |       |                     |                     |                            |                            |       |       |       |
| 1.ª                        | 1990          | 18            | 11    | 1     | 0                   | -                   | -                          | 19                         | 11    | 0.61  |       |
| 1.ª                        | 1991          | 13            | 1     | -     | -                   | -                   | -                          | 12                         | 1     | 0.08  |       |
| Total club                 | Total club    | 31            | 12    | 1     | 0                   | 0                   | 0                          | 31                         | 12    | 0.7   |       |
| Universidad Católica Chile |               |               |       |       |                     |                     |                            |                            |       |       |       |
| 1.ª                        | 1992          | 26            | 12    | -     | -                   | 5                   | 1                          | 31                         | 13    | 0.41  |       |
| 1.ª                        |               |               |       | -     | -                   | 13                  | 1                          | 25                         | 8     | 0.32  |       |
| Total club                 | Total club    | 26            | 12    | 0     | 0                   | 18                  | 2                          | 56                         | 21    | 0.37  |       |
| Olimpia Paraguay           |               |               |       |       |                     |                     |                            |                            |       |       |       |
| 1.ª                        | 1993 1994     | 10 22         | 7 16  | -     | -                   | 9                   | 3                          | 50                         | 30    | 0.6   |       |
| Total club                 | Total club    | 32            | 23    | 0     | 0                   | 9                   | 3                          | 50                         | 30    | 0.6   |       |
| Toluca México              |               |               |       |       |                     |                     |                            |                            |       |       |       |
| 1.ª                        | 1994-95       | 8             | 3     | 0     | 0                   | -                   | -                          | 11                         | 3     | 0.27  |       |
| 1.ª                        | 1995-96       | 0             | 0     | 0     | 0                   | -                   | -                          | 3                          | 0     | 0     |       |
| 1.ª                        | 1996-97       | 32            | 10    | 0     | 0                   | -                   | -                          | 32                         | 10    | 0.31  |       |
| 1.ª                        | 1997-98       | 34            | 25    | -     | -                   | -                   | -                          | 34                         | 25    | 0.73  |       |
| 1.ª                        | 1998-99       | 41            | 33    | -     | -                   | 0                   | 0                          | 41                         | 33    | 0.80  |       |
| 1.ª                        | 1999-00       | 37            | 28    | 4     | 2                   | 0                   | 0                          | 41                         | 30    | 0.73  |       |
| 1.ª                        | 2000-01       | 34            | 22    | 0     | 0                   | 6                   | 2                          | 40                         | 24    | 0.60  |       |
| 1.ª                        | 2001-02       | 35            | 21    | 4     | 1                   | 8                   | 4                          | 47                         | 26    | 0.55  |       |
| 1.ª                        | 2002-03       | 45            | 58    | 4     | 0                   | 8                   | 1                          | 57                         | 59    | 1.03  |       |
| 1.ª                        | 2003-04       | 39            | 29    | 3     | 0                   |                     |                            | 42                         | 29    | 0.69  |       |
| 1.ª                        | 2004-05       | 31            | 19    | 4     | 0                   |                     |                            | 35                         | 19    | 0.54  |       |
| Total club                 | Total club    | 332           | 248   | 19    | 3                   | 22                  | 7                          | 363                        | 258   | 0.70  |       |
| San Lorenzo Argentina      |               |               |       |       |                     |                     |                            |                            |       |       |       |
| 1.ª                        | 2005-06       | 23            | 5     | -     | -                   | -                   | -                          | 23                         | 5     | 0.21  |       |
| Total club                 | Total club    | 23            | 5     | 0     | 0                   | 0                   | 0                          | 23                         | 5     | 0.21  |       |
| Total carrera              | Total carrera | Total carrera | 525   | 313   | 20                  | 6                   | 38                         | 8                          | 583   | 327   | 0.56  |

### Como entrenador
| Club                | País                | Año                 | PD  | PG  | PE  | PP  | Puntos | Efect% |
| ------------------- | ------------------- | ------------------- | --- | --- | --- | --- | ------ | ------ |
| Olimpia             | Paraguay            | 2006-2007           | 25  | 10  | 10  | 5   | 40     | 53.33% |
| Olimpia             | Paraguay            | 2009-2010           | 30  | 14  | 6   | 10  | 48     | 53.33% |
| Querétaro           | México              | 2011-2012           | 25  | 8   | 5   | 12  | 29     | 38.66% |
| Olimpia             | Paraguay            | 2012                | 13  | 4   | 4   | 5   | 16     | 41.02% |
| Sportivo Luqueño    | Paraguay            | 2013                | 7   | 1   | 1   | 5   | 4      | 19.04% |
| Toluca              | México              | 2013-2016           | 156 | 68  | 50  | 38  | 254    | 54.27% |
| Chiapas             | México              | 2016                | 11  | 2   | 2   | 7   | 8      | 24.24% |
| Puebla              | México              | 2017                | 15  | 6   | 3   | 6   | 21     | 46.66% |
| Veracruz            | México              | 2017                | 8   | 1   | 1   | 6   | 4      | 16.66% |
| Guadalajara         | México              | 2018-2019           | 40  | 15  | 11  | 14  | 56     | 46.66% |
| Municipal           | Guatemala           | 2021-2022           | 77  | 35  | 20  | 22  | 125    | 54.11% |
| Total en su carrera | Total en su carrera | Total en su carrera | 407 | 164 | 113 | 130 | 605    | 49.54% |

## Palmarés

### Como jugador

#### Campeonatos nacionales
| Título               | Club    | País     | Año  |
| -------------------- | ------- | -------- | ---- |
| Primera División     | Olimpia | Paraguay | 1993 |
| Primera División     | Toluca  | México   | 1998 |
| Primera División     | Toluca  | México   | 1999 |
| Primera División     | Toluca  | México   | 2000 |
| Primera División     | Toluca  | México   | 2002 |
| Campeón de Campeones | Toluca  | México   | 2003 |

#### Campeonatos internacionales
| Título                                 | Club/Selección | País     | Año  |
| -------------------------------------- | -------------- | -------- | ---- |
| Torneo Preolímpico Sudamericano Sub-23 | Paraguay       | Paraguay | 1992 |
| Copa de Campeones de la Concacaf       | Toluca         | Toluca   | 2003 |
| Juegos Olímpicos                       | Paraguay       | Atenas   | 2004 |

#### Distinciones individuales
| Distinción                                                            | Año           |
| --------------------------------------------------------------------- | ------------- |
| Campeón de goleo de la Primera División de México                     | Verano 1998   |
| Campeón de goleo de la Primera División de México                     | Verano 1999   |
| Futbolista paraguayo del año                                          | 2000          |
| Futbolista paraguayo del año                                          | 2002          |
| Campeón de goleo de la Primera División de México                     | Apertura 2002 |
| Mejor jugador de la Primera División de México                        | Apertura 2002 |
| Mejor futbolista de América                                           | 2002          |
| Parte del Equipo Ideal de América                                     | 2002          |
| Máximo goleador mundial de Primera División según la IFFHS (58 goles) | 2003          |
| Campeón de goleo de la Primera División de México                     | Clausura 2003 |
| Futbolista paraguayo del año                                          | 2003          |
| Parte del Equipo Ideal de América                                     | 2003          |
| Parte del Equipo Ideal de América                                     | 2004          |
| Máximo goleador del Deportivo Toluca                                  | 2005          |

| Predecesor: Juan Román Riquelme  | Futbolista del año en Sudamérica 2002   | Sucesor: Carlos Tévez         |
| Predecesor: Roque Santa Cruz     | Futbolista paraguayo del año 2000       | Sucesor: Roberto Miguel Acuña |
| Predecesor: Roberto Miguel Acuña | Futbolista paraguayo del año 2002- 2003 | Sucesor: Justo Villar         |